# Gossip
Die englische Bezeichnung Gossip (Gerücht, Klatsch) findet teilweise im deutschen Sprachgebrauch Verwendung und wird als umgangssprachliches Synonym für Klatsch und Tratsch beispielsweise in der Presse und im Fernsehen verwendet.

## Herkunft
Das altenglische Wort godsibb bezeichnete eine blutsverwandte Person sowie weibliche oder männliche Taufpaten. Seit dem 14. Jahrhundert wurde die Bezeichnung auch für (vor allem weibliche) Nachbarn, nahestehende Verwandte und enge Freunde verwendet. Im 16. Jahrhundert erhielt der Begriff im Zuge der gesellschaftlichen Abwertung von Frauen eine negative Konnotation und wurde synonym zu idle chatter und rumour, übersetzt „unnützes Geschwätz“ und „Gerücht“ und als diffamierende Bezeichnung für Gespräche unter Frauen gebraucht.
Mit dieser negativen Konnotation fand gossip im 21. Jahrhundert als Fremdwort vermehrt Eingang in den deutschen Sprachgebrauch.